# Helge Åkerhielm
Nils Helge Samuel Åkerhielm, född 28 november 1910 i Gävle, död 16 augusti 1968 i Engelbrekts församling i Stockholm, var en svensk friherre, författare och översättare. Han var son till Dan och Annie Åkerhielm.

## Biografi
Åkerhielm var litteraturkritiker, film- och teaterrecensent i Morgon-Tidningen 1940–1952 och medarbetade i Ord och bild, BLM, Perspektiv m.fl. tidskrifter.
Som översättare har Åkerhielm bland annat översatt Barnen i nya skogen av Frederick Marryat, Piccadilly Jim av P. G. Wodehouse, Pappa Långben av Jean Webster och de två första böckerna i serien om Festliga Franssons äventyr.
Helge Åkerhielm var från 1941 gift med översättaren, barnboksförfattaren, journalisten Gallie Åkerhielm (född Hoffmann; 1907–1968), känd bland annat för böckerna om Anna-Lena och böcker om etikett. Makarna Åkerhielm är begravda på Skogskyrkogården i Stockholm.

## Priser och utmärkelser
- 1953 – Boklotteriets stipendiat
- 1964 – ABF:s litteratur- & konststipendium